# Jean-Matthieu Alcalde

a Compétitions nationales et continentales officielles uniquement.

b Matchs officiels uniquement.
Jean-Matthieu Alcalde, né le 15 mai 1985 à Guilherand, est un joueur français de rugby à XV qui évolue aux postes d'arrière et d'ailier.

## Biographie

### Carrière de joueur
Jean-Matthieu Alcalde commence la pratique du rugby à XV à l'âge de 5 ans, sur les traces de son père alors pilier et capitaine du club de La Voulte sportif. Arrière de formation, il intègre la section sport-étude de Villefranche-sur-Saône à 16 ans et évolue en parallèle deux saisons avec le RC Aubenas, puis rejoint le Montpellier HR en catégorie Crabos.
Il dispute son premier match professionnel avec le club de Montpellier en 2004, en Top 16, contre le Stade toulousain ; il suit en parallèle deux formations BPJEPS. Pendant ses années au centre de formation, il a l'occasion de porter le maillot national de l'équipe de France de rugby à sept. Alors que le MHR atteint la finale du Top 14 en 2011, et qu'il reste un an de contrat entre le MHR et Alcalde, ce dernier choisit de quitter l'Hérault et rompt son contrat à l'amiable afin de signer avec l'US Dax pour la saison suivante pour gagner du temps de jeu ; il rejoint les Landes avec un autre coéquipier montpelliérain, Sylvain Mirande.
Son contrat n'est pas reconduit en 2013, il quitte alors les Landes pour rejoindre son club formateur en Fédérale 1, depuis fusionné au sein du ROC La Voulte Valence, et rejoint alors son frère Benjamin Alcalde,.
Après une saison, il est rappelé par le club landais, signant un nouveau contrat de deux saisons plus une optionnelle. Après prolongation, son contrat se termine à la fin de la saison 2017-2018,.
Dans la continuité de ses deux brevets BPJEPS, il commence à occuper des postes d'entraîneurs en parallèle de sa carrière sportive professionnelle de joueur. Pendant la saison 2015-2016, il prend en charge les cadettes des Pachys d'Herm en tandem avec Titou Prosper, après avoir entraîné pendant quatre à cinq années l'équipe première. Habitant Bayonne, il assiste la saison suivante Jean-Michel Gonzalez auprès de l'équipe féminine de l'AS Bayonne.

### Reconversion en tant qu'entraîneur
Après la relégation de l'US Dax en Fédérale 1, Alcalde ne prolonge pas son contrat, privilégiant l'opportunité d'embauche de l'AS Bayonne en tant que coordinateur sportif par l'AS Bayonne, en parallèle de ses activités auprès de l'équipe première féminine ; il accompagne ces dernières jusqu'au sacre de champion de France de 2e division en 2017, puis en demi-finale de 1re division en 2019. En parallèle, il s'engage avec le Stade hendayais, pensionnaire de Fédérale 2, rejoignant ainsi son frère Benjamin ; il joue son premier match le 23 septembre. Les frères Alcalde quittent le club à l'intersaison 2019,.
À l'intersaison 2021, alors qu'il occupe le poste d'entraîneur des arrières auprès de l'AS Bayonne, il s'engage avec le Lyon OU en tant que manager des féminines, se rapprochant alors de sa région natale,.

## Palmarès

### En tant que joueur
- Championnat de France :
  - Vice-champion : 2011 avec le Montpellier HR.
- Championnat de France espoirs :
  - Champion : 2008 avec le Montpellier HR.
- Coupe Frantz-Reichel :
  - Vice-champion : 2004 avec le Montpellier HR.

### En tant qu'entraîneur
- Championnat de France féminin de 2e division :
  - Champion : 2017 avec l'AS Bayonne.